# ديكسي ديفيس
ديكسي ديفيس (بالإنجليزية: Dixie Davis)‏ هو لاعب كرة قاعدة أمريكي، ولد في 12 أكتوبر 1890 في ويلسون إس ميلس في الولايات المتحدة، وتوفي في 4 فبراير 1944 في رالي في الولايات المتحدة.

## وصلات خارجية
- ديكسي ديفيس على موقعبيزبول رفرنس.كوم (الدوري الرئيسي) (الإنجليزية)
- ديكسي ديفيس على موقعبيزبول رفرنس.كوم (الدوري الثانوي) (الإنجليزية)